# Wenceslao Moguel
Wenceslao Moguel Herrera (1er novembre 1896 – 29 juillet 1976) était un Mexicain résidant à Halacho dans le Yucatan. Il est connu pour être la seule personne à avoir survécu à un peloton d'exécution.

## Histoire
Wenceslao Moguel Herrera était un soldat de la Division du Nord, aux ordres de Francisco Villa a été capturé le 18 mars 1915 par les troupes constitutionnalistes (partisanes de Venustiano Carranza) commandées par Álvaro Obregón. 
Bien que touché par 8 ou 9 projectiles, et ayant reçu le coup de grâce au visage, il a survécu jusqu'en 1976,.
Les raisons précises de sa survie sont confuses selon les sources : il aurait été secouru rapidement lorsqu'il aurait manifesté des signes de vie au milieu des corps de ses camarades, ou bien il aurait rampé jusque vers l'église Saint-Jean où les prêtres l'auraient recueilli et soigné jusqu'à sa guérison totale.

## Dans la culture populaire
Moguel a été invité dans l'émission de radio de la franchise Ripley's Believe It or Not! (décliné en France sous le nom Incroyable mais vrai !) en 1937.
Plus récemment, le groupe britannique Chumbawamba a écrit une chanson sur Wenceslao : El Fusilado.